# Фернанду Афонсу
Ферна́нду Афо́нсу (порт. Fernando Afonso), або Афо́нсу (порт. Afonso, лат. Alphonsus; бл. 1135/1140 — 15 березня 1207) — португальський інфант, великий магістр Ордену госпітальєрів (1202—1206). Представник Португальського Бургундського дому. Народився в Коїмбрі, Португалія. Старший позашлюбний син португальського короля Афонсу І від коханки Шамои, доньки галісійського магната Гомеса де Помбейро. Вперше згадується в документах під 1159 роком як Фернанду. На час регентства свого брата Саншу I (1169—1185) був членом регентської ради королівства, займав посаду головного армігера (1169—1173). Через ускладнення хвороби батька покинув уряд. Після інтронізації Саншу І (1185) вступив до Ордену тамплієрів. Згодом перейшов до госпітальєрів (1194), у документах яких відомий під іменем Афонсу (Альфонса). Очолював Орден на теренах Піренейського півострова (1198—1202). За підтримки Португалії та Фландрії став великим магістром. Намагався реформувати орденський статут. Ймовірно, брав участь у Четвертому хрестовому поході на Константинополь, проте прямих джерел, що це підтверджують, немає. Внаслідок непопулярності серед членів Ордену склав з себе обов'язки великого магістра. Згодом повернувся до Португалії. Мав складні стосунки з королівським двором, оскільки розглядався ним як небажаний претендент на трон. Помер в Еворі або Сантарені, можливо, від отруєння. Похований у Алпоранській церкві святого Івана Хрестителя, що належала госпітальєрам.
На думку деяких істориків біографія Фернанду-Афонсу — це плутанина життєписів двох осіб: Ферна́нду Афонсо́вича (порт. Fernando Afonso), головного армігера королівства, сина Шамои, й Афонсу (порт. Afonso), великого магістра госпітальєрів, кровний зв'язок якого із королем Афонсу І сумнівний[перевірити]. Також — Альфо́нс, Альфо́нс Португа́льський (порт. Afonso de Portugal).